# Bielsa
Pour les articles homonymes, voir Bielsa (homonymie).

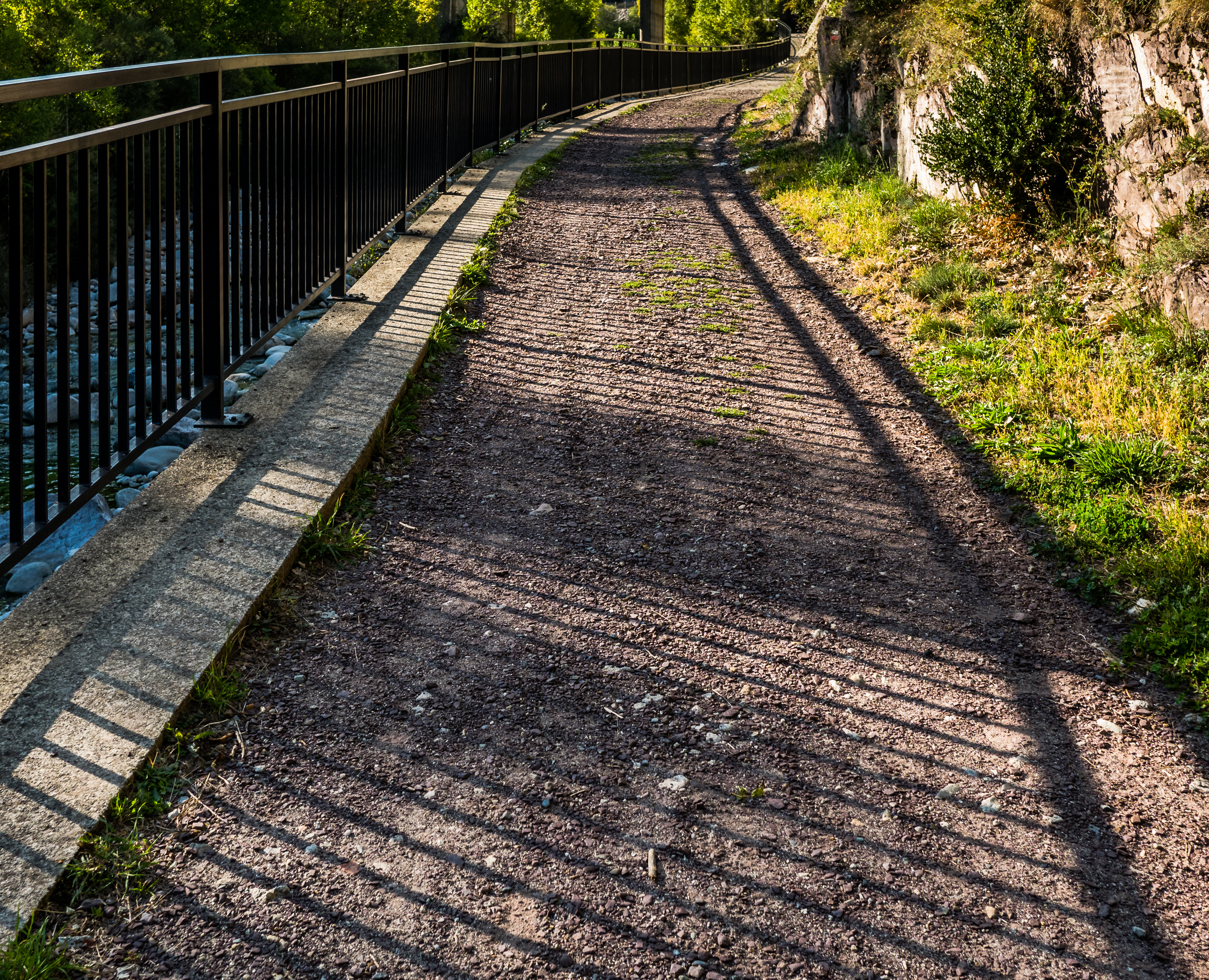
Chemin dans la commune. Septembre 2017.

Bielsa est une municipalité de la comarque de Sobrarbe, dans la province de Huesca, dans la communauté autonome d'Aragon en Espagne.

## Géographie

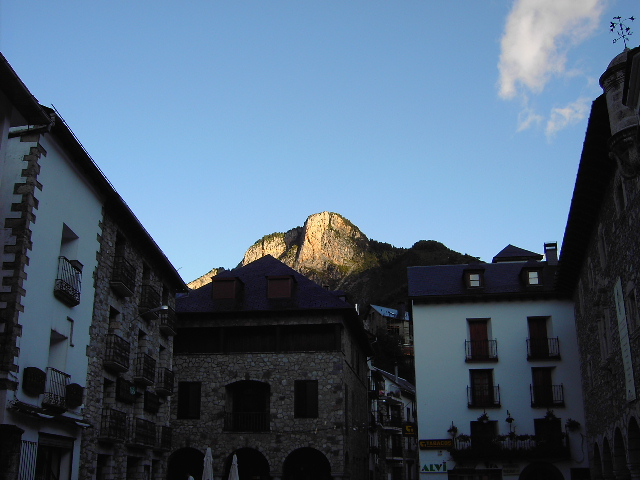
La Punta d’el Cuezo, vue de la plaza mayor de Bielsa.

Une partie du Parc national d'Ordesa et du Mont-Perdu se trouve dans la commune.

## Lieux et monuments
- Église paroissiale à trois nefs du XVIe siècle, restaurée à plusieurs époques et au XXe siècle.
- Mairie, édifice Renaissance du XVIe siècle, présente une façade avec cinq arcades en plein cintre et une tourelle d'angle.

## Personnalités
- Joaquín Saludas Escalona (1919 - 25 janvier 2004), emprisonné plus de 20 ans sous la dictature franquiste, il devient le premier maire démocratique (PCE) de Monzón de 1979 à 1983[1].